# El juicio de los padres
El juicio de los padres es una telenovela mexicana que se transmitió por el Canal 4 de Telesistema Mexicano de Televisa en 1960, con episodios de 30 minutos de duración protagonizados por José Gálvez y Virginia Manzano.

## Argumento
La historia de un marqués muy simpático que obliga a su hija a casarse con un hombre noble y reconocido, pero ella se ha enamorado de un pobre y...

## Reparto
- José Gálvez
- Virginia Manzano
- Freddy Fernández "El Pichi"
- Silvia Suárez
- Luis Bayardo
- Dacia González
- Ángel Garasa

- Datos: Q5825485